# Калифорнийски университет – Дейвис
Калифорнийският университет – Дейвис (на английски: University of California, Davis; UC Davis) е обществен университет, който се намира в Дейвис, Калифорния, САЩ и един от 10-те в системата на Калифорнийския университет. Най-напред е създаден като университетска ферма към университета в Бъркли през 1905 година, а като самостоятелен университет през 1959 г. В него се намира медицинско училище и център, училище по ветеринарна медицина, право и менижмънт.

## История
През 1905 година тогавашният губернатор Джордж Парди подписва закон, с който установява фермерско училище към университета в Бъркли, който е единствен в системата по това време. Година по-късно за построяването е избрано малко селище, Дейвисвил. През януари 1909 година училището отваря врати за 40 студенти, всички момчета. Заслугите за всичко това са предимно на Питър Шийлдс, секретар на Щатското земеделско общество. Днес библиотеката на UC Davis носи неговото име. Първите момичета са приети през 1914 година. През 1951 година се разраства неимоверно, което води до отделянето му като самостоятелен университет през 1959 година.
Днес Калифорнийски университет – Дейвис е най-големият в системата и е разположен на площ от 22,3 km2. Има собствено летище и пожарна. Най-известната забележителност са 5 скулптури, разпръснати на двора на университета, наречени eggheads (буквално глава на яйце), създадени от бившия професор по изкуствата Робърт Арнесън (починал 1992 г.).

## Известни личности
- Трейси Колдуел – космонавт
- Стивън Робинсън – космонавт
- Дебора Харкнес (р. 1965), писателка
- Едуин Кребс – Нобелов лауреат по медицина
- Ан Венеман – директор на УНИЦЕФ

## Галерия
- Кампусът, поглед от въздуха
- Училище по физика и науки за земята
- Морис Галахър Хол
- Университетска клиника
- Спортен център
- Библиотека „Питър Шилдс“